# Daniel Hoch
Daniel Lars Hoch, född 11 maj 1979 i Råsunda, är en svensk fotbollsspelare, .
Hoch inledde sin fotbollskarriär hos Råsunda IS och gick sedan till Vasalund. Efter sex säsonger som ungdomsspelare i "plantskolan" Brommapojkarna i västra Stockholm skrev Hoch 1997 på för AIK. Debuten i AIK-tröjan skedde den 18 oktober 1997 på Råsunda mot Elfsborg (2-2). Det första allsvenska målet lät dock vänta på sig till 1999 då Hoch avgjorde bortamötet mot Frölunda den 5 juli (AIK-seger med 1-0). Med AIK blev Hoch svensk mästare 1998 (tack vare Häckens Mattias Larsson som "sänkte" HIF) och cupmästare 1997 och 1999. Hoch svarade under 70 allsvenska matcher för 18 mål. Hoch var en mycket uppskattad spelare under tiden i AIK.
Efter sju säsonger i AIK flyttade Hoch till Danmark och AaB i Ålborg. Dessvärre led Hoch vid denna tid av skador och satte därför inte något större avtryck i den danska fotbollshistorien. I ett sista desperat försök att rädda superettankontraktet värvade Södertäljelaget Assyriska Hoch under hösten 2006 men inte ens Hoch kunde rädda AFF som föll i kvalet mot Bunkeflo. Assyriska fick därmed lämna Superettan men Hoch stannade kvar i serien då han skrev på för nykomlingen Sirius (som besegrat Väsby i den andra kvalmatchen). Hochs första säsong i Sirius måste betecknas som en succé då hans 13 mål bidrog starkt till att Uppsalaklubben slutade på över halvan i tabellen. Med dessa 13 mål vann även Hoch den interna skytteligan i överlägsen stil.
Efter säsongen 2009 med ont om speltid (2 starter och 13 inhopp), främst på grund av ljumskproblem, lämnade Hoch laget Sirius som hamnade på nedflyttningsplats från Superettan. Därmed har han åter igen lämnat ett lag som fått lämna Superettan.

## Meriter
- Svensk mästare 1998
- Svensk cupmästare 1997, 1999
- 3 U-21 landskamper (år 2000)

## Klubbar
- Råsunda IS (1985-1989)
- Vasalunds IF (1990)
- IF Brommapojkarna (1991-1996)
- AIK (1997-2005)
- Ålborg BK (2005-2006)
- Assyriska FF (2006)
- IK Sirius (2007-2009)
- Väsby United (2010)
- IF Älgarna (2011)
- FC Stockholm Internazionale (2012-2015)
- Bele Barkarby FF (2015-)

🇸🇪🇬🇷 Apollon Solna (2020)